# Museo y Galería de Camberra
El Museo y Galería de Canberra es una galería de arte y museo ubicado en Canberra, la capital de Australia. Ubicado en el "Circuito de Londres", en el centro de la ciudad, fue inaugurado el 13 de febrero de 1998.
El museo alberga una colección permanente llamada Reflecting Canberra, que se inauguró el 14 de febrero de 2001 y que se actualiza periódicamente de acuerdo con los eventos. Además de la exposición permanente Reflecting Canberra, hay exposiciones temporales regulares. Entre otras cosas, la exposición incluye obras sobre los incendios forestales de Canberra de 2003. También hay una biblioteca multimedia
Hay varias galerías ubicadas en los dos pisos del edificio, que tienen diferentes exposiciones de pinturas, fotografías u otras obras de arte y la historia social de Canberra. En sus primeros cinco años, la institución había realizado 158 exposiciones. La entrada es gratuita.
MYGC es parte de ACT Museos y Galerías, que es una unidad administrativa de la Corporación de Instalaciones Culturales (CFC), parte del Gobierno de ACT. La CFC se estableció en virtud de la Ley de la Corporación de Instalaciones Culturales de 1997 con el propósito de administrar y desarrollar varios de los principales activos culturales de la ACT: el Teatro de Canberra; el Museo y Galería de Canberra; la Colección Nolan y ACT Historic Places (Lanyon Homestead, Calthorpes 'House y Mugga Mugga). Las responsabilidades de la Corporación abarcan las artes escénicas y visuales, la historia social y la gestión del patrimonio cultural. Estos activos culturales ofrecen una variedad de servicios culturales a la comunidad al brindar actividades como exposiciones, programas públicos y educativos., así como mediante la recopilación, conservación y presentación de aspectos significativos del patrimonio cultural de ACT.
MYGC ofrece una variedad de experiencias educativas interactivas para estudiantes desde los 12 años. Las actividades interactivas van desde contar historias, crear arte y participar en exposiciones. También hay recursos en línea en el sitio web de MYGC para educadores.